# Quan hệ Cuba – Iran
Quan hệ Cuba – Iran đề cập đến mối quan hệ hiện tại và lịch sử giữa Cuba và Iran. Iran có cán cân thương mại hiệu quả với Cuba. Hai chính phủ đã ký một văn bản nhằm tăng cường hợp tác tại La Habana vào tháng 1 năm 2006. Tổng thống Mahmoud Ahmadinejad từng gọi quan hệ giữa đôi bên "vững chắc và tiến bộ" trong suốt ba thập kỷ qua.

## Bối cảnh

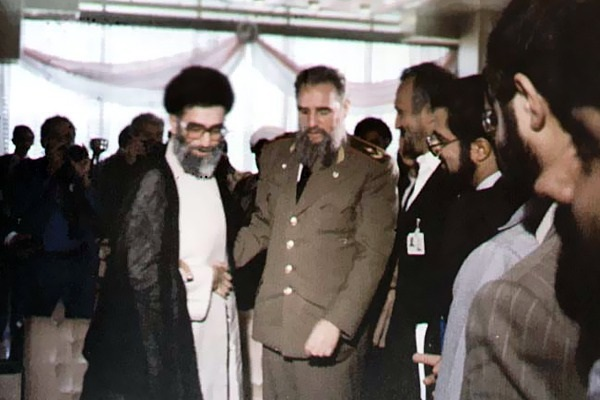
Tổng thống Ali Khamenei tại Hội nghị thượng đỉnh lần thứ tám của Phong trào Không liên kết, Harare với Fidel Castro.

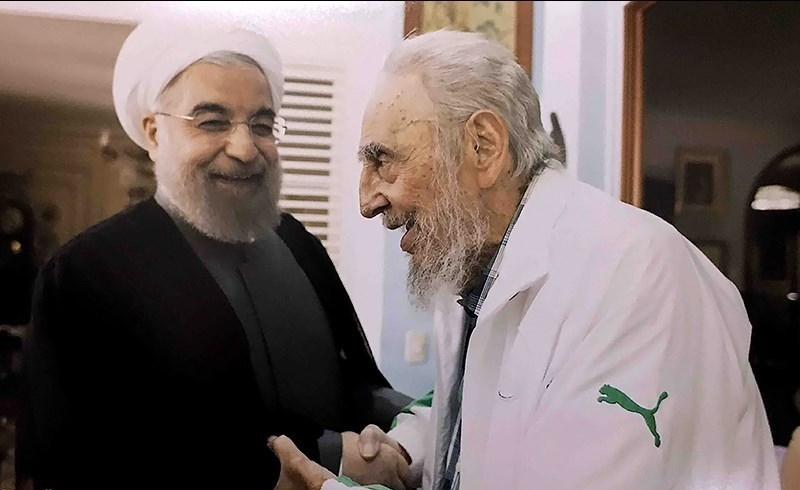
Fidel Castro và Hassan Rouhani vào năm 2016.

Theo tờ The Christian Science Monitor, sự phát triển mối quan hệ này "đã diễn ra trong một vài năm trước khi Ahmadinejad lên làm tổng thống". Giới quan sát Cuba chỉ ra thực tế là Iran sử dụng một trạm gây nhiễu điện tử bên ngoài La Habana qua đó Cuba chặn được đợt phát sóng của Đài phát thanh Martí do phía Mỹ hậu thuẫn. Iran còn hợp tác với nhóm chuyên gia Cuba hòng gây nhiễu chương trình phát sóng của Mỹ vào biên giới của nước này. Cuba cũng giúp xây dựng một phòng thí nghiệm di truyền ở Iran.

## Thương mại
Theo văn kiện vừa ký kết vào tháng 1 năm 2006 nêu trên, Iran và Cuba mở rộng hợp tác trong một số lĩnh vực thương mại, ngân hàng, nông nghiệp, y tế và văn hóa. Hai nước cũng tuyên bố sẽ mở rộng hợp tác trong các lĩnh vực công nghiệp đường, thủy sản, công nghệ sinh học, thể thao, giao thông vận tải, dự án phát triển, đầu tư, du lịch, công nghệ thông tin và truyền thông cùng tài nguyên nước.
Văn kiện này đề nghị cả Iran và Cuba cung cấp nhiều tiện ích hơn trong hợp tác ngân hàng với mục đích thúc đẩy quan hệ kinh tế và thương mại và tận dụng năng lực khoa học, nghiên cứu và công nghiệp chung. Năm 2006, thương mại giữa hai nước đạt 5 triệu USD.
Năm 2008, Iran đã cấp cho Cuba một hạn mức tín dụng 200 triệu Euro để thực hiện một số dự án khác nhau; một phần lớn số tiền đó được dành để tài trợ cho việc nhập khẩu toa xe lửa của Cuba, cả toa chở hàng và toa chở khách.

## Năng lượng hạt nhân
Cuba ủng hộ chương trình phát triển công nghệ hạt nhân vì mục đích hòa bình của Iran mặc dù các nước đã đồng ý ngừng phổ biến vũ khí hạt nhân. Cựu Chủ tịch Cuba Fidel Castro bày tỏ sự ngưỡng mộ về việc Iran "ngày càng gia tăng khả năng chống lại các cường quốc".